# Arutua
Arutua és un atol de les Tuamotu a la Polinèsia Francesa. Està situat al nord-oest de l'arxipèlag, a 406 km al nord-est de Tahití i a 34 km a l'est de Rangiroa. És el cap de la comuna d'Arutua que inclou els atols de Apataki i Kaukura.

## Geografia
És un atol de forma quasi circular amb un diàmetre de 29 km. La superfície total, inclosa la llacuna, és de 530 km². L'ampla llacuna interior té un illot al mig i moltes piscicultures i granges de cultiu de perles. Només existeix un pas practicable per barques petites a l'entrada de la vila principal, Rautini, que va ser totalment reconstruïda després dels ciclons de l'any 1983. Té una pista d'aterratge en un illot a una hora de trajecte amb barca.
La població total és de 654 habitants al cens del 2002. L'illa produeix copra, perles i nacre. Els habitants segueixen els antics costums i l'atol ha proporcionat alguns del millors músics de les illes.
|  | Arutua Kaukura (48,2 km) Ahe (102,5 km) Apataki (47,1 km) Avatoru (Rangiroa) (112,2 km) |

## Història
Arutua vol dir «ona d'alta mar». Va ser descobert pel neerlandès Jacob Roggeveen, el 1722, que el va anomenar Meersorgh. També s'ha conegut com a Rurik, nom del vaixell del rus Otto von Kotzebue que hi arribà el 1816.
Històricament el grup s'ha conegut com a illes Palliser, nom donat per James Cook.